# Rafael Novoa
Rafael Ernesto Novoa Vargas (ur. 31 października 1971 r. w Bogocie w Kolumbii) – kolumbijski aktor telewizyjny, model. 

## Życiorys

### Wczesne lata
Urodził się jako najmłodszy z czworga dzieci. Miał szczęśliwe dzieciństwo, które dzielił z rodzicami i rodzeństwem. 

### Kariera
Studiował aktorstwo w Kolumbii. Zadebiutował w 1995 roku w telenoweli kolumbijskiej Caracol Televisión Złoty kwiat (Flor de oro) obok Any Maríi Orozco. W telenoweli RCN Televisión Guajira (1996) u booku Guya Eckera, i Sonyi Smith grał antagonistę Felipe Uribe. W 1997 dostał swoją pierwszą główną rolę Rubéna Calixto Salguero  w telenoweli kolumbijskiej Juany (Las Juanas) z Angie Cepedą. W 2003 roku przeniósł się do tymczasowo do Wenezueli i zatrudniony przez Venevision zagrał w dwóch operach mydlanych: Bogata kocica (Cosita rica, 2003-2004) z udziałem Édgara Ramíreza i Książę czarujący poszukiwany (Se solicita príncipe azul, 2005) z Gaby Espino. 
31 stycznia 2012 r. poślubił Adrianę Tarud Durán. Mają córkę Alanę (ur. 11 marca 2013).

## Wybrana filmografia
- 1995: Złoty kwiat (Flor de oro) jako Antonio Erazo
- 1996: Candela
- 1996: Guajira jako Felipe Uribe
- 1997: Juany (Las Juanas) jako Rubén Calixto Salguero (Nagroda TV y Novelas w kategorii najlepszy aktor w telenoweli)
- 1998-99: Carolina Barrantes jako Luis Rivas
- 1999: Rozwiedziona (Divorciada) jako Guillermo
- 2000-2001: Traga maluca jako Pedro Conde (nominacja do nagrody India Catalina w kategorii najlepszy aktor)
- 2002: Maria Madrugada (María Madrugada) jako Camilo Echeverry (Nagroda TV y Novelas w kategorii najlepszy czarny charakter)
- 2002-2003: Sofii, daj mi czas (Sofía dame tiempo) jako Santiago Rodríguez Salazar
- 2003-2004: Bogata kocica (Cosita rica) jako Diego Luján
- 2005: Każdy chce z Marilyn (Todos quieren con Marilyn) jako Rafael Restrepo
- 2005: Książę czarujący poszukiwany (Se solicita príncipe azul) jako Ricardo Izaguirre
- 2007: Pura sangre jako Eduardo Montenegro/Marco Vieira (Nagroda TV y Novelas w kategoriach: Osobowość Roku i najlepszy aktor; Nagroda India Catalina w kategorii najlepszy aktor)
- 2008: Miłosne pułapki (Las trampas del amor) jako Lorenzo Negret
- 2009: Jutro jest zawsze (Mañana es para siempre) jako Miguel Lazcuraín
- 2010: Poker (Póker) jako Enrique
- 2010-2011: Otwarte serca (A corazón abierto) jako Andrés Guerra (nominacja do nagrody TV y Novelas w kategorii najlepszy główny aktor w serialu)
- 2012: Talizman (El Talismán) jako Pedro Ibarra
- 2013-2014: Alias el Mexicano jako pułkownik Jaime Ramirez Gomez